# Standard
Der Standard (englisch standard) ist ein unspezifisches Allgemeinwort, das in vielen Fachgebieten das Merkmal eines Durchschnitts, einer Grundform, Norm oder eines Richtwerts beinhaltet.

## Allgemeines
Der Duden bezeichnet den Standard als etwas, „was als mustergültig, modellhaft angesehen wird und nach dem sich anderes richtet“. Ein Standard zeichnet sich (generisch) dadurch aus, dass er sich auf die Entitäten Dienstleistungen, Material, Produkte, Prozesse, Schnittstellen oder Systeme bezieht und deren Aspekte Bedingungen, Maße, Spezifikationen oder Vereinbarungen in bestimmten, sich wiederholenden Situationen beschreibt. „Ein Standard ist ein an einem Kriterium ausgerichtetes, erreichbares Leistungsniveau. Die tatsächliche Leistung wird daran gemessen.“ Erst wenn eine Norm usw. eine weite Verbreitung und Anerkennung gefunden hat, kann von einem Standard gesprochen werden.

## Etymologie
Im Englischen wurde Standard in seiner heutigen Bedeutung ursprünglich nur in der Form des Königsstandards gebraucht. Als Königsstandard („kyngestandard“) wurden die englischen Maße und Gewichte bezeichnet, wobei eine Abweichung hiervon (englisch not agreeing with the standard) unter Strafe stand.
Im Namen oder Zeichen (der Standarte) des Königs festgelegte Normen wurden als maßgebend betrachtet. Ein Standard ist in dieser Form eine Art Sammelpunkt, um den man sich schart – ähnlich der Standarte („ein an einer Stange gehisstes Feldzeichen, meist ein plastisches Bild, das den Sammlungsort eines Truppenteils in der Schlacht markierte und so zum Insigne dieses Truppenteils wurde“).
Es gibt klare Definitionen, beispielsweise von British Standards (früher „British Standards Institute“): „Ein Standard ist ein öffentlich zugängliches technisches Dokument, das unter Beteiligung aller interessierter Parteien entwickelt wird und deren Zustimmung findet. Der Standard beruht auf Ergebnissen aus Wissenschaft und Technik und zielt darauf ab, das Gemeinwohl zu fördern.“

## Fachgebiete
Das Wort „Standard“ kommt in vielen Komposita vor wie Bildungsstandards, Goldstandard, Lebensstandard oder Standardverdrängung, wo es die Bedeutung von „Durchschnitt“ hat. Als international anerkannte Grundlage ist ein Standard zu verstehen bei Kulturstandards, Qualitätsstandard, Rechnungslegungsstandard, Sozialstandard, Umweltstandard oder Web-Standard. Ferner wird mit Standard häufig eine Grundform umschrieben, von der es mehrere abweichende Modifikationen gibt wie bei Standardbrief, Standardkosten, Standardobjektiv oder Standardrente. So gibt es im Finanzwesen bei Aktien den Standardwert, von dem es mit Wachstumswert, Nebenwert und Pennystock modifizierte Finanzinstrumente gibt. 
| Wirtschaftszweig   | Standard                                    | Substitutionsgut |
| ------------------ | ------------------------------------------- | --- |
| Industrie          | Standardprodukt                             | Premiummarke |
| Automobilindustrie | Mittelklasse                                | Kleinwagen, Oberklasse |
| Bankwesen          | Standardwert Standardanleihe Standardansatz | Nebenwert, Wachstumswert, Pennystock Aktienanleihe, Annuitätenanleihe, ewige Anleihe u. a. fortgeschrittener Messansatz, fortgeschrittener IRBA |
| Computertechnik    | Standardsoftware                            | Individualsoftware |
| Güter              | Standardgut                                 | inferiores Gut, Luxusgut |
| Hotelwesen         | Standardzimmer                              | Tourist, Komfort, First Class, Luxus |

In der Produktionstechnik findet sich neben dem Industriestandard der herstellerspezifische Standard und der offene Standard.
Die Preisklasse von Hotelzimmern wird europaweit – und von der DEHOGA übernommen – wie folgt eingeteilt:
| Anzahl der Sterne     | Preisklasse | Zimmergröße (Einzelzimmer/Doppelzimmer) | Dienstleistung |
| --------------------- | ----------- | --------------------------------------- | --- |
| {\displaystyle *}     | Tourist     | bis 8 m² / bis 12 m²                    | Rezeption, kontinentales Frühstück, fließendes Wasser, Kofferablage, Aufenthaltsraum |
| {\displaystyle **}    | Standard    | bis 12 m² / bis 16 m²                   | 50 % der Zimmer mit Dusche/Bad/WC, Stuhl pro Bett, Tisch; Getränkeautomat |
| {\displaystyle ***}   | Komfort     | bis 14 m² / bis 18 m²                   | 90 % der Zimmer mit Dusche/Bad/WC, Telefon im Zimmer, 70 % der Zimmer mit Fernsehgerät, Minibar; erweitertes Frühstück/Buffet, 12 Stunden besetzte Rezeption, Restaurant                           |
| {\displaystyle ****}  | First Class | bis 16 m² / bis 24 m²                   | alle Zimmer mit Dusche/Bad/WC, Frühstücksbuffet und Zimmerservice, Bademantel auf Wunsch, Kosmetikspiegel, Fön, alle Zimmer mit Fernsehgerät; Empfangshalle, Restaurant, Hotelbar                  |
| {\displaystyle *****} | Luxus       | über 18 m² / über 26 m²                 | Suiten, Zimmer mit Dusche/WC, davon 80 % mit Bad/WC, 24 Stunden besetzte Rezeption mit Concierge, Empfangshalle mit Getränkeservice, Restaurants, Hotelbar, Konferenzräume und Bankett-Möglichkeit |

Es handelt sich um eine europaweite Klassifizierung (Hotelstars Union). Sie ist drei Jahre gültig, danach erfolgt eine erneute Überprüfung nach den dann aktuellen Kriterien. 
Bei Standardwerk und Jazzstandard handelt es sich um Literaturwerke bzw. Musikwerke aus früherer Zeit, die immer noch zitiert oder rezitiert werden. 
Linguistisch ist Standard das Ergebnis einer Normung wie in Standarddeutsch oder Standardfranzösisch. Die Standardsprache (hier englisch Standard American) ist diejenige Sprache, die am ehesten die Aufmerksamkeit jeder sozialen Schicht oder Lokalität erregt.

## Standardprodukte
Wenn von Standardprodukten die Rede ist, gibt es hiervon abweichende Produktgruppen, die sich in Preis (Billigprodukte, Premiumprodukte) und/oder Produktqualität vom Standardprodukt unterscheiden. Standardprodukte verfügen über eine (genormte) Mindestqualität und sind auf die durchschnittlichen Kundenerwartungen ausgerichtet.  Produzieren Unternehmen im Rahmen der Diversifikation weitere Produktvariationen, so wird das Ausgangsprodukt oft als Standardprodukt bezeichnet. Klassisches Beispiel ist The Coca-Cola Company, deren ursprüngliches Standardprodukt Coca-Cola Produktvariationen wie Cherry Coke oder Coca-Cola light nach sich zog. Standardprodukte können auch die Cash-Cow sein und/oder zum Kerngeschäft gehören. Zuweilen wird das Standardprodukt mit dem Standardgut verwechselt, das jedoch lediglich eine volkswirtschaftliche Kennzahl ist.

## Wirtschaftliche Aspekte
Standards sind das Ergebnis einer vorangegangenen Standardisierung und sorgen für eine Vereinheitlichung von Maßen, Typen, Verfahren und anderen Kriterien, um gemeinsame Parameter zu schaffen. Standards sind öffentlich zugängliche Dokumente, die unter Beteiligung aller interessierten sozialen Gruppen auf Grundlage von Wissenschaft und Technik entwickelt werden und allgemeine Zustimmung finden. Daneben sorgen Standards für höhere Markttransparenz und höheren Informationsgrad der Marktteilnehmer und können zur Kostensenkung beitragen.  
Interessengruppen können Maßnahmen ergreifen, um einen Standard zu fördern oder einen anderen Standard zurückzudrängen. Solche Auseinandersetzungen nennt man Formatkrieg. Als erster großer Formatkrieg der Industriegeschichte gilt der Stromkrieg (englisch war of currents), als um 1890 Thomas Alva Edison (1847–1931) und George Westinghouse (1846–1914) darum stritten, ob die von Edison favorisierte Gleichspannung oder die von Westinghouse favorisierte Wechselspannung die geeignetere Technik für die großflächige Versorgung der Vereinigten Staaten von Amerika mit elektrischer Energie sei. Letztlich stritten die Unternehmen um Marktanteile. Beim Farbfernsehen gab es weltweiten Streit um das US-amerikanische NTSC-Verfahren, das sich später den Fernsehnormen PAL (Deutschland) und SECAM (Frankreich) gegenübersah. 
Von De-facto- oder Quasi-Standards spricht man, wenn sich Methoden oder Regeln in der Praxis durchsetzen und nicht infolge von Vereinbarungen, Gesetzen, Verordnungen oder anderen Rechtsnormen gesetzt sind.